# Sulica (broń)
Sulica – odmiana lekkiej włóczni pochodzenia bałtyjskiego o krótkim drzewcu i osadzonym na nim długim i wąskim grocie, używana od XII do XVI wieku. Określana w źródłach również jako szulycza, lancea alias sulica, cuspidea alias sulica, spiculis alias sulica.

## Budowa
Dzięki swej prostej budowie sulice były łatwe do wykonania i dlatego cena ich była niższa niż na przykład mieczy. Sulice miały krótkie drzewce umożliwiające walkę wręcz oraz miotanie z wolnej ręki.
Grot sulicy mierzył 15–20 cm i był mniejszy od grotu kopii, a większy od grotu strzały. Grot często wyposażony był w trzpień uniemożliwiający zagłębianie się grota w drzewcu. Mógł też mieć ogranicznik uniemożliwiający zbyt głębokie zagłębienie się w ciele przeciwnika (co pozwalało na wielokrotne użycie podczas walki) lub hak służący do ściągania jeźdźca z siodła.

## Występowanie
Sulica szeroko używana była w krajach bałtyckich, Rosji, na Ukrainie oraz niektórych terenach Polski i Prus. Stosowali ją również husyci, którzy w podstawowym wyposażeniu wozu bojowego posiadali zwykle czterech suliczników. Podobny rodzaj uzbrojenia zauważany jest również na terenie Niderlandów i Burgundii. W XV wieku często była jedyną bronią polskiego pospolitego ruszenia.

## Kontrowersje
Nie udało się dotychczas jednoznacznie wyjaśnić, jaki rodzaj broni drzewcowej kryje się pod terminem „sulice”, nie ma jednolitej opinii zarówno co do konstrukcji, jak i jej genezy.

## Sulica w literaturze
Ulrich von Jungingen w powieści Krzyżacy został ugodzony sulicą: 

Mistrz, uderzon ostrzem litewskiej sulicy w usta i dwukrotnie raniony w twarz, odbijał przez jakiś czas mdlejącą prawicą ciosy; wreszcie, pchnięty rohatyną w szyję, zwalił się jak dąb na ziemię.